# Jean-Chrétien de Macheco de Prémeaux
 Jean-Chrétien de Macheco de Prémeaux (né à Dijon en 1697 - mort à Château-l'Évêque le 28 novembre 1771) est un ecclésiastique qui fut évêque de Périgueux de 1731 à sa mort.

## Biographie
Jean-Chrétien est issu d'une famille originaire de Nuits, en Bourgogne. Il est le fils de Bénigne de Macheco, magistrat, seigneur de Premeaux, Ternay, Segrois, Villy et Champrenault, et d'Anne Le Cocq. Il est donc le frère cadet de Jean-François de Machéco de Prémeaux, évêque de Couserans.
Vicaire général de l'archevêque de Sens, il est désigné pour le diocèse de Périgueux en 1731, confirmé le 31 mai, après avoir été consacré le 25 par Charles Gaspard Guillaume de Vintimille du Luc, l'archevêque de Paris. La bonne gestion de son diocèse attire sur lui l'attention de Jean-François Boyer, le ministre de la Feuille, et il est pressenti en juin 1743 pour l'archevêché de Bordeaux devenu vacant à la suite du décès de François-Honoré Casaubon de Maniban. Il préfère demeurer à Périgueux et décline l'offre. L'archevêché de Bordeaux est attribué à Louis-Jacques d'Audibert de Lussan qui avait été choisi le 8 septembre pour lui succéder. En 1761 il adresse une correspondance au chancelier Nicolas René Berryer dans laquelle il prend la défense des jésuites dans le contexte de la suppression de la Compagnie de Jésus. Il meurt dans sa résidence de Château-l'Évêque le 28 novembre 1771  et il est inhumé dans la cathédrale Saint-Front de Périgueux.

## Source
- (en) catholic-hierarchy.org  Bishop Jean-Chrétien de Macheco de Prémeaux